# Out of Myself
Out of Myself — дебютный студийный альбом польской группы прогрессивного рока Riverside, выпущенный 21 сентября 2004 года. Это не только первый альбом группы, но и первый альбом в трилогии Reality Dream Trilogy, которая включает в себя альбомы Out of Myself, Second Life Syndrome и Rapid Eye Movement.

## Список композиций
1. «The Same River» — 12:01
2. «Out of Myself» — 3:42
3. «I Believe» — 4:14
4. «Reality Dream» — 6:15
5. «Loose Heart» — 4:50
6. «Reality Dream II» — 4:45
7. «In Two Minds» — 4:38
8. «The Curtain Falls» — 7:59
9. «OK» — 4:46

## Участники записи

### Группа
- Мариуш Дуда — вокал, бас, акустическая гитара
- Пётр Грудзиньский — соло- и ритм-гитара
- Яцек Мельницкий — клавишные
- Пётр Козерадский — ударные, перкуссия

### Сведение
- Magda Srzednicka — микширование
- Robert Srzednicki — микширование
- Яцек Мельницкий — звукорежиссёр